# Cratere Ventris
Ventris è un grande cratere lunare di 100,74 km situato nella parte sud-occidentale della faccia nascosta della Luna.